# Wybory parlamentarne w Serbii w 2000 roku
Wybory parlamentarne w Serbii w 2000 roku odbyły się 23 grudnia. W wyniku wyborów wyłoniono 250 deputowanych do Zgromadzenia Narodowego Republiki Serbii (Skupsztiny). Próg wyborczy wynosił 5%.
Były to pierwsze wybory w Serbii po upadku Slobodana Miloševicia, którego 5 października tegoż roku odsunięto od władzy. Wybory zakończyły się zwycięstwem wielopartyjnej Demokratycznej Opozycji Serbii, która uzyskała 176 mandatów (w tym po około 45 przypadło dwóm największym podmiotom koalicji – Partii Demokratycznej i Demokratycznej Partii Serbii).

## Wyniki wyborów
| Lista wyborcza                      | Głosy     | %     | Mandaty |
| ----------------------------------- | --------- | ----- | ------- |
| Demokratyczna Opozycja Serbii       | 2 402 387 | 64,08 | 176     |
| Socjalistyczna Partia Serbii        | 515 845   | 13,76 | 37      |
| Serbska Partia Radykalna            | 322 333   | 8,60  | 23      |
| Partia Jedności Serbskiej           | 199 847   | 5,33  | 14      |
| Serbski Ruch Odnowy                 | 141 296   | 3,77  | 0       |
| Demokratyczna Partia Socjalistyczna | 31 951    | 0,85  | 0       |
| Serbska Partia Socjaldemokratyczna  | 29 383    | 0,78  | 0       |
| Jugosłowiańska Lewica               | 14 317    | 0,38  | 0       |
| Razem                               | 3 748 623 | 100   | 250     |
| Uprawnieni/frekwencja               | 6 871 595 | 57,72 | –       |